# 一门
一门（日语：／）是日本的一个术语，指具有相同氏族或家系的同族或同族集团。

## 作为氏族的一门
在古代，“一门”指的是像源氏、平氏、藤原氏等拥有共同氏族的血缘集团及其成员。诸如“源氏一门”、“平家一门”这类称呼就是典型例子。顺便一提，开创镰仓幕府的源赖朝曾对源氏一门采取措施，限制武家中御家人使用“源”这一姓氏，仅赐予那些有功绩并值得信赖之人以“御门叶”的身份，而只有这些御门叶才被允许公开使用源姓。这里的“门叶”这一概念，也可以看作是“一门”的同义词。
随着时间推移，特别是进入镰仓时代以后，某一氏族中的成员不断增加，哪怕是同出一祖，也常因嫡庶关系或领有土地的不同，按家族或个人为单位采用不同的姓氏。例如，被视为河内源氏嫡流的源赖朝只称“源”姓，而其支系源义国的长子新田义重则称“新田氏”，成为新田家的祖先；次子足利义康称“足利氏”，成为足利家的祖先。他们后来都成为镰仓幕府中的有力御家人。
像这样，即便出自同一氏族，但成员使用不同的姓氏逐渐成为常态，因此“一门”的单位也从原先的氏族转变为以“姓氏”为单位。例如上述的新田氏与足利氏分别被称为“新田一门”、“足利一门”便是典型例子。
不过，尤其是在镰仓时代到室町时代之间，即使同为一个姓氏，若从本家分出，也常常另取新姓。此时“一门”作为概念，也逐渐演变为包含所有由同姓分支出的家系的统称。例如“新田一门”不仅包括嫡流的新田氏，也包括其分家的山名氏、里见氏等；“足利一门”则包括足利氏及其分家如吉良氏、斯波氏、畠山氏、细川氏、一色氏、涉川氏等，甚至包括再由这些家系分出的今川氏等。因此，“一门”成了包含众多同族的总称。
对武家来说，他们的势力基础很大程度上仰赖于由一门担任代官管理宗家领地的支持力量。例如，镰仓幕府中的北条氏就是以嫡流“得宗”为中心，通过一门成员掌握执权或探题等职位，可以说，一门的凝聚力构成了御家人势力的根本。而作为支撑嫡流的同族，一门成员在嫡流断绝时也拥有继承其家系的权利或资格。
但在一门之中，若某家系自嫡流分出已久，或是与嫡流形成主从关系、或出自侧室之庶流，逐渐就会丧失或被限制一门资格，而被作为“庶家”对待。例如足利氏成为室町幕府的足利将军家之后，若将军家或古河公方等足利家支系断绝，其名号只能传给被视为一门中的名门“御一家”——吉良氏，及其支系今川氏。于是就有“将军家断绝则吉良继承，吉良断绝则今川继承”之说。其他足利一门则被排除于嫡流继承之外。尤其是拥有将军继承权的今川氏，其本家才可使用“今川”姓，被誉为“天下第一名字”；而其旁系则需使用其他姓氏，可见当时对嫡庶关系的区分极为严格。
作为替代，足利一门中的斯波氏、畠山氏、细川氏、一色氏、涉川氏等有力家系则作为室町幕府的地方长官（如管领、探题）世袭这些职位，享有其他外样大名所不具备的优越地位和身份，确实发挥了作为嫡流“藩屏”的功能。
类似的情况也发生在信浓国的地方领主、同时也是诹访大社神官的诹访神党诹访氏中。若其本家绝嗣，则由旁系有贺氏继承，有贺氏绝嗣则由更远的花冈氏继承，这就是所谓“诹访断绝则有贺继，有贺断绝则花冈继”的规则，用以区别于其他庶家。
进入江户时代后，建立江户幕府的德川氏也对一门成员是否拥有嫡流继承权有明确区分。只有本宗德川将军家、御三家（尾张德川家、纪州德川家、水户德川家），以及后来设立的御三卿（田安德川家、一桥德川家、清水德川家）之中，作为当主的嫡流才可使用“德川”姓。其他作为庶子的德川家成员以及一族则称“松平”姓。此外，有资格继承将军家及享有“御家门”格式的大名（即“亲藩”）也仅限于家康直系如福井藩主越前松平家、会津松平家、越智松平家等。而家康之前分出的十八松平家支系，如大给松平家、形原松平家、滝脇松平家、竹谷松平家、长泽松平家、能见松平家、深沟松平家等则作为“谱代大名”或“旗本”存续。也就是说，如果作为一门的家系与嫡流的血统相隔甚远，那么就会逐渐丧失作为“正一门”的资格，而被视为具有“准一门”格式的家臣。
最后需要指出的是，现今“一门”这一词语主要用于武道、艺道等领域，作为亲族关系的表达已经不再普遍。在现代法律中，亲属关系被定义为六亲等以内的范围，像古代那样以同一祖先为单位认定同族的观念已不再构成现实中法律意义上的亲属关系。